# Ippinghausen
Ippinghausen ist ein Stadtteil der Stadt Wolfhagen im nordhessischen Landkreis Kassel. Das noch heute ländlich geprägte Dorf ist staatlich anerkannter Erholungsort.

## Geographische Lage

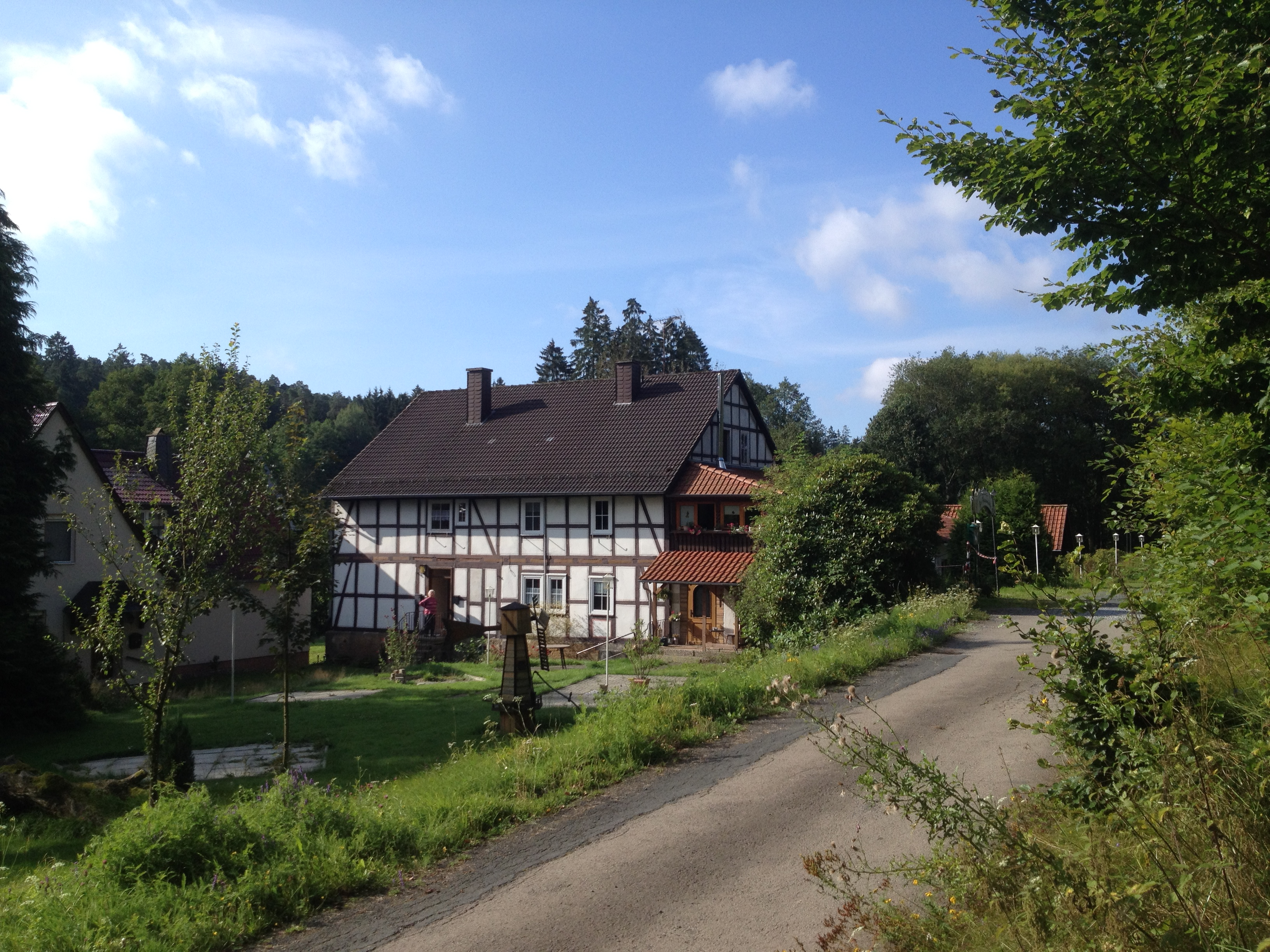
Hasenmühle im Langen Rod

Ippinghausen liegt im Westen des Naturparks Habichtswald am Fuß des Weidelsbergs (492,3 m ü. NN) mit der größten Burgruine Nordhessens, der Weidelsburg. Durch das etwa 320 m hoch gelegene Dorf fließt der Eder-Zufluss Elbe. Hindurch führt zwischen Freienhagen und Bründersen die Bundesstraße 251. Etwas westlich der Ortschaft befindet sich an dieser Straße das Schloss Höhnscheid, das allerdings zur Gemarkung des Bad Arolser Ortsteils Bühle gehört.

## Geschichte

### Ortsgeschichte
Die älteste bekannte schriftliche Erwähnung von Ippinghausen erfolgte unter dem Namen Ypponhuson um das Jahr 1120.
Allerdings gibt es Hinweise, dass die erste Besiedlung schon auf 600 bis 900 n. Chr. zu datieren ist. Ippinghausen gehörte in der ältesten Zeit den Edlen bzw. Vizegrafen von Naumburg.
1435 wird Ippinghausen als Wüstung erwähnt. In diesem Jahr belehnte Landgraf Ludwig I. von Hessen Reinhard von Dalwigk und dessen Neffen Friedrich IV. von Hertingshausen mit Gericht, Diensten und Gefällen in den beiden Wüstungen Ippinghausen und Zabenhausen (zwischen Ippinghausen und Leckringhausen). 1488 ging dieses Lehen auf die Herren von Bicken, 1522 auf die Wolff von Gudenberg über. Der Besitzstand der Stadt Wolfhagen, der die Gemarkung Ippinghausen gehörte, blieb hiervon unberührt.
Durch den Ort führten zwei Heerstraßen, die eine von Kassel über Korbach nach Westfalen, die andere von Süden, aus Fritzlar kommend, über Naumburg, Ippinghausen, die Wüstung Zabenhausen streifend, an Leckringhausen vorbei über Wolfhagen und Volkmarsen ebenfalls nach Westfalen.
Die Ippinghäuser Gemarkung lag im alten Grenzland zwischen Sachsen und Franken mit wesentlich sächsischem Einfluss. Auch später war die Gemarkung Grenzland. Eine Stelle im  "Wiesental des Weidelsberges" ist durch alte Grenzsteine markiert; diese wird als "Dreifürsteneck" (Hessen, Kurmainz und Waldeck) bezeichnet. Die Grenzsteine tragen neben der Jahreszahl 1720 den hessischen Löwen, das Mainzer Rad und den Waldecker Stern.
Jacob Grimm hielt sich 1809 in Ippinghausen auf, um hier Volkslieder zu sammeln.
Hessische Gebietsreform (1970–1977)
Zum 31. Dezember 1971 wurde die bis dahin selbständige Gemeinde Ippinghausen im Zuge der Gebietsreform in Hessen auf freiwilliger Basis in die Stadt Wolfhagen eingemeindet. Für Ippinghausen wurde, wie für alle nach Wolfhagen eingegliederten Gemeinden, ein Ortsbezirk mit Ortsbeirat und Ortsvorsteher nach der Hessischen Gemeindeordnung eingerichtet.

### Verwaltungsgeschichte im Überblick
Die folgende Liste zeigt die Staaten und Verwaltungseinheiten, denen Ippinghausen angehörte:
- vor 1567: Heiliges Römisches Reich, Landgrafschaft Hessen, Amt Wolfhagen
- ab 1567: Heiliges Römisches Reich, Landgrafschaft Hessen-Kassel, Amt Wolfhagen
- 1787: Heiliges Römisches Reich, Landgrafschaft Hessen-Kassel, Amt Wolfhagen
- ab 1806: Landgrafschaft Hessen-Kassel, Amt Wolfhagen
- 1807–1813: Königreich Westphalen, Departement der Fulda, Distrikt Kassel, Kanton Wolfhagen
- ab 1815: Kurfürstentum Hessen, Amt Wolfhagen[9]
- ab 1821/22: Kurfürstentum Hessen, Provinz Niederhessen, Kreis Wolfhagen[10][Anm. 1]
- ab 1848: Kurfürstentum Hessen, Bezirk Kassel
- ab 1851: Kurfürstentum Hessen, Provinz Niederhessen, Kreis Wolfhagen
- ab 1867: Königreich Preußen, Provinz Hessen-Nassau, Regierungsbezirk Kassel, Kreis Wolfhagen
- ab 1871: Deutsches Reich,  Königreich Preußen, Provinz Hessen-Nassau, Regierungsbezirk Kassel, Kreis Wolfhagen
- ab 1918: Deutsches Reich, Freistaat Preußen, Provinz Hessen-Nassau, Regierungsbezirk Kassel, Kreis Wolfhagen
- ab 1944: Deutsches Reich, Freistaat Preußen, Provinz Kurhessen, Landkreis Wolfhagen
- ab 1945: Deutsches Reich, Amerikanische Besatzungszone, Groß-Hessen, Regierungsbezirk Kassel, Landkreis Wolfhagen
- ab 1946: Deutsches Reich, Amerikanische Besatzungszone, Hessen, Regierungsbezirk Kassel, Landkreis Wolfhagen
- ab 1949: Bundesrepublik Deutschland, Hessen, Regierungsbezirk Kassel, Landkreis Wolfhagen
- ab 1972: Bundesrepublik Deutschland, Hessen, Regierungsbezirk Kassel, Landkreis Kassel, Stadt Wolfhagen

## Bevölkerung

### Einwohnerstruktur 2011
Nach den Erhebungen des Zensus 2011 lebten am Stichtag, dem 9. Mai 2011, in Ippinghausen 1023 Einwohner. Darunter waren 21 (2,1 %) Ausländer. Nach dem Lebensalter waren 159 Einwohner unter 18 Jahren, 423 zwischen 18 und 49, 225 zwischen 50 und 64 und 216 Einwohner waren älter. Die Einwohner lebten in 474 Haushalten. Davon waren 165 Singlehaushalte, 138 Paare ohne Kinder und 129 Paare mit Kindern, sowie 36 Alleinerziehende und 9 Wohngemeinschaften. In 93 Haushalten lebten ausschließlich Senioren und in 312 Haushaltungen lebten keine Senioren.

### Einwohnerentwicklung
- 1585: 35 Haushaltungen[1]
- 1747: 94 Haushaltungen[1]

| Ippinghausen: Einwohnerzahlen von 1834 bis 2020 | Ippinghausen: Einwohnerzahlen von 1834 bis 2020 | Ippinghausen: Einwohnerzahlen von 1834 bis 2020 | Ippinghausen: Einwohnerzahlen von 1834 bis 2020 | Ippinghausen: Einwohnerzahlen von 1834 bis 2020 |
| --- | ----------------------------------------------- | ----------------------------------------------- | ----------------------------------------------- | ----------------------------------------------- |
| Jahr |                                                 |                                                 |                                                 | Einwohner                                       |
| 1834 | 1834                                            |                                                 | 543                                             | 543                                             |
| 1840 | 1840                                            |                                                 | 571                                             | 571                                             |
| 1846 | 1846                                            |                                                 | 540                                             | 540                                             |
| 1852 | 1852                                            |                                                 | 565                                             | 565                                             |
| 1858 | 1858                                            |                                                 | 533                                             | 533                                             |
| 1864 | 1864                                            |                                                 | 550                                             | 550                                             |
| 1871 | 1871                                            |                                                 | 565                                             | 565                                             |
| 1875 | 1875                                            |                                                 | 555                                             | 555                                             |
| 1885 | 1885                                            |                                                 | 533                                             | 533                                             |
| 1895 | 1895                                            |                                                 | 552                                             | 552                                             |
| 1905 | 1905                                            |                                                 | 538                                             | 538                                             |
| 1910 | 1910                                            |                                                 | 610                                             | 610                                             |
| 1925 | 1925                                            |                                                 | 598                                             | 598                                             |
| 1939 | 1939                                            |                                                 | 607                                             | 607                                             |
| 1946 | 1946                                            |                                                 | 868                                             | 868                                             |
| 1950 | 1950                                            |                                                 | 868                                             | 868                                             |
| 1956 | 1956                                            |                                                 | 747                                             | 747                                             |
| 1961 | 1961                                            |                                                 | 765                                             | 765                                             |
| 1967 | 1967                                            |                                                 | 785                                             | 785                                             |
| 1970 | 1970                                            |                                                 | 836                                             | 836                                             |
| 1980 | 1980                                            |                                                 | ?                                               | ?                                               |
| 1990 | 1990                                            |                                                 | ?                                               | ?                                               |
| 2000 | 2000                                            |                                                 | ?                                               | ?                                               |
| 2011 | 2011                                            |                                                 | 1.023                                           | 1.023                                           |
| 2014 | 2014                                            |                                                 | 1.024                                           | 1.024                                           |
| 2020 | 2020                                            |                                                 | 1.036                                           | 1.036                                           |
| Datenquelle: Historisches Gemeindeverzeichnis für Hessen: Die Bevölkerung der Gemeinden 1834 bis 1967. Wiesbaden: Hessisches Statistisches Landesamt, 1968. Weitere Quellen: bis 1970; Stadt Wolfhagen; Zensus 2011 |                                                 |                                                 |                                                 |                                                 |

## Kirchengeschichte
Bereits zur Zeit des Papsts Innozenz III. (1198–1216) ist in Ippinghausen eine Kapelle belegt.  Mitte des 13. Jahrhunderts schenkte Volkwin von Naumburg die Kapelle dem Erzbistum Riga. 1445 trat das Erzbistum diese wiederum an den Landgrafen Ludwig I. von Hessen ab. Die heutige barocke Saalkirche wurde 1772 gebaut. Die Vorgängerkirche wurde vermutlich im 30-jährigen Krieg zerstört, einer Inschrift in der Kanzel zufolge am 18. März 1650 wieder aufgebaut, 1750 durch einen Brand wiederum zum Teil zerstört und 1772 wieder aufgebaut.
Historische Konfessionszugehörigkeit
| • 1834: | 533 evangelische (= 100 %) Einwohner                              |
| • 1961: | 649 evangelische (= 90,72 %), 65 katholische (= 8,50 %) Einwohner |

## Lokale Sagen

### Die Belagerung der Weidelsburg
Der Landgraf von Hessen belagerte einst die Weidelsburg, um den fehdefreudigen Ritter Reinhard von Dalwigk festnehmen zu können. Als der Ritter und seine Getreuen sich nicht länger halten konnten, begab sich dessen Frau Agnes als Unterhändlerin zum Landgrafen. Der gestand ihr zu, dass alle Frauen die Burg verlassen durften mit so viel ihres liebsten Besitzes, wie sie tragen konnten. Agnes trug nun ihren Mann auf dem Rücken zur Burg hinaus. Als der Landgraf ihr dies nun nicht durchgehen lassen wollte, erwiderte sie: Was würde mir Anderes lieb und kostbar sein, wenn ich meinen Herrn hinter mir in Todesgefahr wüßte? Ihr habt mir erlaubt, mitzunehmen, was mir das Liebste sei; darum habe ich meinen theuersten Schatz genommen. Der Landgraf ließ beide ziehen. Diese als Hessische Weibertreu bekannte Sage entspricht damit recht genau der in einer Chronik von 1140 belegten Begebenheit von den Treuen Weibern von Weinsberg.

### Die weiße Jungfrau vom Weidelberge
Ein Schäfer hütete seine Tiere am Weidelsberg. Da erschien ihm eine weiß gekleidete Frau und reichte ihm eine weiße Blume. Sie führte ihn in ein Gewölbe unter der Weidelsburg, das voller Gold und Silber war und erlaubte ihm, so viel davon zu nehmen, wie er tragen konnte. Der arme Schäfer konnte sein Glück kaum fassen und raffte so viel von den Schätzen zusammen, wie er konnte. Beim Verlassen des Gewölbes mahnte sie ihn, das Beste nicht zu vergessen. Der Schäfer hörte aber nicht auf sie und vergaß die Blume. Sofort lösten sich alle Schätze in Luft auf.

## Politik
Für Ippinghausen besteht ein Ortsbezirk (Gebiete der ehemaligen Gemeinde Ippinghausen) mit Ortsbeirat und Ortsvorsteher nach der Hessischen Gemeindeordnung.
Der Ortsbeirat besteht aus neun Mitgliedern. Bei den Kommunalwahlen in Hessen 2021 betrug die Wahlbeteiligung zum Ortsbeirat 52,43 %. Alle Kandidaten gehörten der „Freien Wählergemeinschaft Ippinghausen“ an. Der Ortsbeirat wählte Klaus-Peter Mohrdieck zum Ortsvorsteher.

## Schule / Kindergarten
- Grundschule
- Evangelischer Kindergarten

## Persönlichkeiten
- Elmar Kraushaar (* 1950), Journalist und Schriftsteller